# Show Radyo
Show Radyo est une radio turque.

## Slogan
- Ancien slogan : Türk popunun lideri (le leader de la pop turque)
- Slogan actuel : Türkiye'nin Show Radyosu

## Histoire
Show Radyo a été créé la même année que Show TV et elle fut l'une des premières radios privée en Turquie.

## Diffusion
Show Radyo est diffusée sur Turksat 2A et D-Smart. Elle diffuse de la musique pop turque.